# Santa Eufemia (Argentina)
Santa Eufemia é um município da província de Córdova, na Argentina.